# 普萊特林湖
53°13′54.22271″N 12°59′18.91113″E / 53.2317285306°N 12.9885864250°E

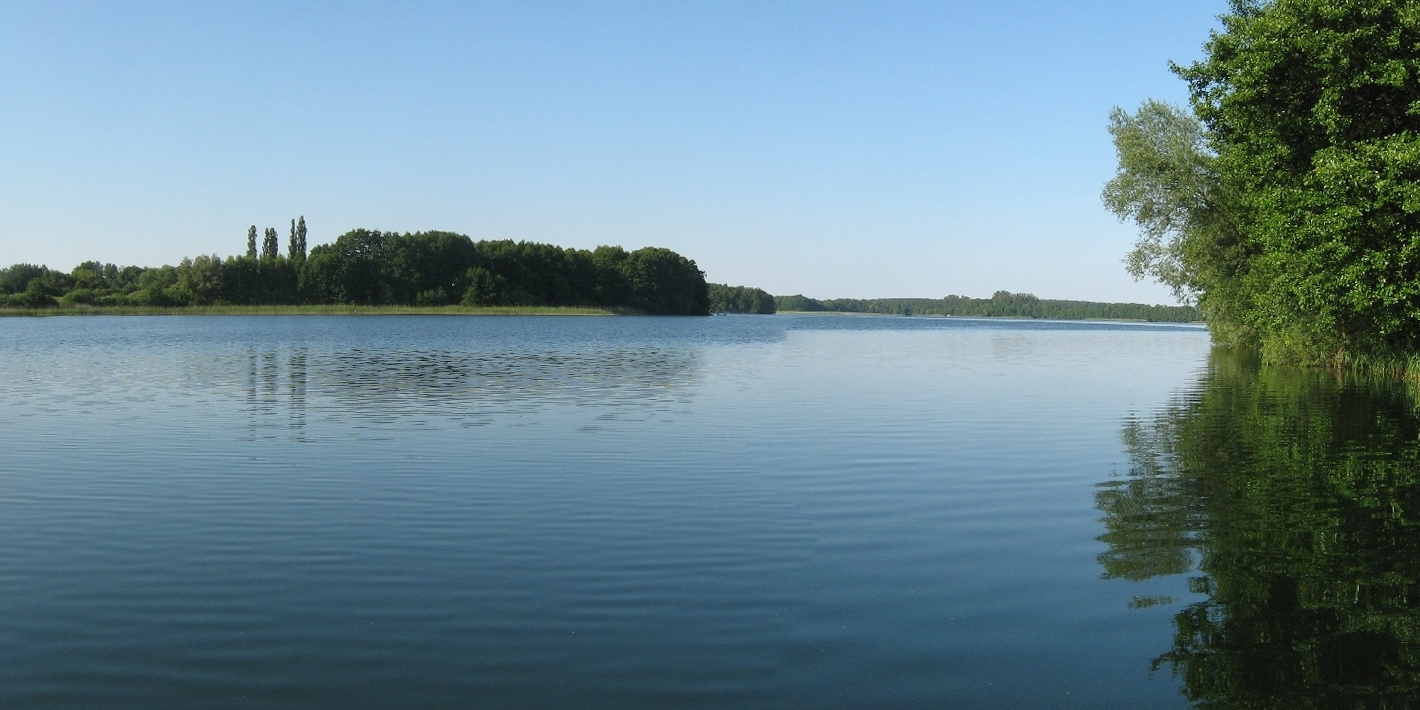

普萊特林湖（德語：Plätlinsee），是德國的湖泊，位於該國東北部梅克倫堡-前波美拉尼亞州，由梅克倫堡湖區郡負責管轄，長3.8公里、寬0.7公里，面積2.4平方公里，海拔高度55米，平均水深9米，最大水深34米。